# Diocesi di Warangal
La diocesi di Warangal (in latino Dioecesis Varangalensis) è una sede della Chiesa cattolica in India suffraganea dell'arcidiocesi di Hyderabad. Nel 2022 contava 74.893 battezzati su  9.340.125 abitanti. La sede è vacante.

## Territorio
La diocesi comprende i distretti di Warangal e Karimnagar, secondo l'estensione territoriale precedente il 2014, nello stato di Telangana in India.
Sede vescovile è la città di Warangal, dove si trova la cattedrale di Nostra Signora di Fatima.
Il territorio è suddiviso in 68 parrocchie.

## Storia
La diocesi è stata eretta il 22 dicembre 1952 con la bolla Cum de Hyderabadensi di papa Pio XII, ricavandone il territorio dalla diocesi di Hyderabad (oggi arcidiocesi).
Originariamente suffraganea dell'arcidiocesi di Madras e Mylapore, il 19 settembre 1953 è entrata a far parte della provincia ecclesiastica di Hyderabad.
Il 28 giugno 1954, con la lettera apostolica Recens constitutas, lo stesso papa Pio XII ha proclamato la Beata Maria Vergine del Sacratissimo Rosario di Fatima patrona principale della diocesi.
Il 31 maggio 1976 e il 18 gennaio 1988 ha ceduto porzioni del suo territorio a vantaggio delle erezioni rispettivamente delle diocesi di Nalgonda e di Khammam.

## Cronotassi dei vescovi
Si omettono i periodi di sede vacante non superiori ai 2 anni o non storicamente accertati.
- Alfonso Beretta, P.I.M.E. † (8 gennaio 1953  - 30 novembre 1985 ritirato)
- Thumma Bala † (17 novembre 1986 - 12 marzo 2011 nominato arcivescovo di Hyderabad)
  - Sede vacante (2011-2013)
- Udumala Bala Showreddy (13 aprile 2013 - 8 febbraio 2025 nominato arcivescovo di Visakhapatnam)

## Statistiche
La diocesi nel 2022 su una popolazione di 9.340.125 persone contava 74.893 battezzati, corrispondenti allo 0,8% del totale.
| anno | popolazione | popolazione | popolazione | presbiteri | presbiteri | presbiteri | presbiteri                | diaconi | religiosi | religiosi | parrocchie |
| anno | battezzati  | totale      | %           | numero     | secolari   | regolari   | battezzati per presbitero | diaconi | uomini    | donne     | parrocchie |
| ---- | ----------- | ----------- | ----------- | ---------- | ---------- | ---------- | ------------------------- | ------- | --------- | --------- | ---------- |
| 1970 | 59.931      | 5.000.000   | 1,2         | 46         | 1          | 45         | 1.302                     |         | 69        | 588       | 29         |
| 1980 | 76.906      | 5.204.753   | 1,5         | 53         | 28         | 25         | 1.451                     |         | 39        | 262       | 37         |
| 1990 | 39.067      | 4.786.557   | 0,8         | 47         | 31         | 16         | 831                       |         | 21        | 197       | 30         |
| 1999 | 54.852      | 6.091.639   | 0,9         | 84         | 55         | 29         | 653                       |         | 57        | 348       | 43         |
| 2000 | 55.564      | 6.317.654   | 0,9         | 86         | 57         | 29         | 646                       |         | 57        | 360       | 43         |
| 2001 | 56.625      | 6.576.725   | 0,9         | 84         | 59         | 25         | 674                       |         | 88        | 369       | 44         |
| 2002 | 56.905      | 6.667.340   | 0,9         | 92         | 62         | 30         | 618                       |         | 103       | 380       | 44         |
| 2003 | 59.860      | 7.078.532   | 0,8         | 97         | 64         | 33         | 617                       |         | 99        | 476       | 47         |
| 2004 | 62.498      | 7.193.742   | 0,9         | 101        | 65         | 36         | 618                       |         | 94        | 499       | 49         |
| 2010 | 66.385      | 7.724.845   | 0,9         | 128        | 76         | 52         | 518                       |         | 156       | 526       | 55         |
| 2014 | 69.680      | 9.294.623   | 0,7         | 141        | 82         | 59         | 494                       |         | 280       | 551       | 63         |
| 2017 | 71.346      | 9.443.810   | 0,8         | 148        | 82         | 66         | 482                       |         | 271       | 589       | 65         |
| 2020 | 72.906      | 9.324.832   | 0,8         | 136        | 73         | 63         | 536                       |         | 263       | 600       | 68         |
| 2022 | 74.893      | 9.340.125   | 0,8         | 143        | 73         | 70         | 523                       |         | 181       | 650       | 68         |